# Flize
Flize é uma comuna francesa na região administrativa de Grande Leste, no departamento das Ardenas. Estende-se por uma área de 2,07 km². Em 2010 a comuna tinha 1 774 habitantes (densidade: 857 hab./km²).